# 趙璧渝
趙璧渝（英語：Osanna Chiu，1989年7月4日—），原名趙璧瑜（英語：Michelle Chiu Pik Yu），香港女演員，現為無綫電視基本藝人合約女藝員，參加第26期無綫電視藝員訓練班入行，現時主力於戲劇方面發展。

## 演出

### 劇集
2013年
- 《愛·回家 (第一輯)》飾 侍應、學生、姐妹、少女、女應徵者、同事
- 《神鎗狙擊》飾 觀眾

2014年
- 《使徒行者》飾 傢俬店職員
- 《愛我請留言》飾 女經理
- 《點金勝手》飾 職員
- 《老表，你好hea！》飾 楊曼莉
- 《八卦神探》飾 青年營營友

2015年
- 《衝線》飾 「祖伍安玩具有限公司」員工
- 《鬼同你OT》飾 Helen
- 《愛·回家 (第二輯)》飾 Kitty
- 《無雙譜》飾 蝦精
- 《東坡家事》飾 女觀眾
- 《實習天使》飾 護士

2016年
- 《警犬巴打》飾 領犬員
- 《純熟意外》飾 母親
- 《火線下的江湖大佬》飾 店員
- 《廉政行動2016》飾 ICAC助理調查主任/ICAC職員
- 《殭》飾 護士、年青女
- 《巨輪II》飾 護士
- 《城寨英雄》飾 城寨街坊
- 《律政強人》飾 Helen冼慧珊
- 《來自喵喵星的妳》飾 趙海倫/Helen
- 《愛情食物鏈》飾 娛樂記者
- 《為食神探》飾 Dora
- 《愛·回家之八時入席》飾 女藝員、化妝師、劇中劇角色、節目主持
- 《流氓皇帝》飾 董家婢女/妹仔

2017年
- 《心理追兇 Mind Hunter》飾 Bonnie
- 《老表，畢業喇！》飾 學生
- 《溏心風暴3》飾 Miu
- 《降魔的》飾 大肚婆
- 《全職沒女》飾 母親
- 《雜警奇兵》飾 侍應
- 《性在有情》飾 司儀

2018年
- 《波士早晨》飾 秘書
- 《三個女人一個「因」》飾 書記
- 《宮心計2·深宮計》飾 悅漩
- 《BB來了》飾 孕婦
- 《天命》飾 窩窩頭
- 《翻生武林》飾 舞者
- 《棟仁的時光》飾 第三者
- 《特技人》飾 記者
- 《是咁的，法官閣下》飾 葉小玲
- 《兄弟》飾 劉倩兒

2018年至今
- 《愛·回家之開心速遞》飾 Lily、電影女配角、龍敢威之女友、Ali、史夫人 林盤貴子

2019年
- 《十二傳說》飾 黃玉母親
- 《好日子》飾 Bonus
- 《白色強人》飾 張善珩（Jackie）
- 《包青天再起風雲》飾 俏艷紅
- 《解決師》飾 Kelly
- 《金宵大廈》飾 索女
- 《街坊財爺》飾 新聞主持
- 《她她她的少女時代》飾 醫生

2020年
- 《黃金有罪》飾 Fanny
- 《大醬園》飾
- 《法證先鋒IV》飾 程淘
- 《機場特警》飾 女生、姊妹
- 《飛虎之雷霆極戰》飾 殷婷好友
- 《那些我愛過的人》飾 Carman
- 《殺手》飾 主持人
- 《迷網》飾 Joey
- 《反黑路人甲》飾 情報科警察
- 《木棘証人》飾 朱學仁妻子
- 《踩過界II》飾 陪審員

2021年
- 《陀槍師姐2021》飾 羅安琪
- 《愛美麗狂想曲》飾 Ann
- 《逆天奇案》飾 姜欣欣（妹頭）
- 《寶寶大過天》飾 周惠芬（青年）
- 《智能愛人》飾 商場失竊案辯方律師（第7集）
- 《我家無難事》飾 職員
- 《把關者們》飾 Tammy
- 《星空下的仁醫》飾 護士
- 《換命真相》飾 Kitty
- 《十月初五的月光》飾 麗

2022年
- 《鐵拳英雄》飾 街坊
- 《童時愛上你》飾 藍潔瑤
- 《回歸》飾 Jessica
- 《白色強人II》飾 張善珩（Jackie）
- 《痞子殿下》飾 娜娜
- 《法證先鋒V》飾 黎詩慧
- 《有種好男人》飾 Evelyn

2023年
- 《隱形戰隊》飾 詹筱柔
- 《法言人》飾 顏潔恩（CoCo）

2024年
- 《再見·枕邊人》飾 蔣韻彥（Connie）
- 《逆天奇案2》飾 姜欣欣（妹頭）
- 《法證先鋒VI：倖存者的救贖》飾 凌詩蕙

### 電影
2012年
- 《浮城》飾 七妹

2014年
- 《分手100次》飾 十三姐

2017年
- 《小男人週記3之吾家有喜》飾

## 外部連結
- 第26期藝員訓練班– 趙璧瑜 CHIU Pik Yu, Michelle  - 學員介紹- tvb.com （页面存档备份，存于）
- 趙璧渝在香港影庫上的簡介
- 趙璧渝在tvb.com的資料
- 趙璧渝的Facebook專頁
- 趙璧渝的Instagram帳戶